# 존 콜린스 (축구인)
존 앵거스 폴 콜린스(John Angus Paul Collins, 1968년 1월 31일 ~ )는 스코틀랜드의 프로 축구 감독이자 미드필더로 활약했던 전 선수이다.
그는 19년의 경력에 하이버니언 FC, 셀틱 FC, AS 모나코 FC, 에버턴 FC와 풀럼 FC를 위하여 활약하였다. 콜린스는 또한 58번이나 스코틀랜드를 대표하였으며 브라질을 상대로 1998년 FIFA 월드컵의 오프닝 매치에서 득점하였다.
그는 하이버니언 FC의 감독으로서 자신의 코치 경력을 시작하여 2007년 스코티시 리그컵을 우승하였으나 그해 후순에 사임하였다. 그러고나서 그는 2009년 스포르팅 샤를루아의 감독으로서 잠시의 주문을 가졌다. 콜린스는 2012년 2월 리빙스턴 FC의 축구 단장으로서 임명되었으나 1년 후에 사임하였다. 그러고나서 2년간 셀틱 FC에서 로니 데일라를 보조하였다. 콜린스는 또한 축구의 언론 보도에서 일하기도 하였다.

## 선수 경력

### 하이버니언 FC
젊은이로서 콜린스는 축구로 자신의 관심을 전체적으로 돌리기 전에 축구와 럭비 둘다를 활약하였다. 청소년 수준에 그는 1980년과 1984년 사이에 허치슨 베일을 위하여 활약하여 하이버니언 FC와 프로 선수로서 계약을 맺기 전에 4년 동안 주장을 맡았다. 6개의 시즌을 우하여 하이버니언과 활약한 콜린스는 17세의 나이로 1985년 17세의 나이로 데뷔하여 195번이나 출연하여 21개의 골을 득점하였다. 이스터 로드에서 자신의 한동안 그는 1988년을 위하여 PFA 올해의 스코틀랜드 청년 선수로 선정되었다.

### 셀틱 FC
1990년 셀틱 FC를 위하여 계약을 맺은 콜린스는 그들의 첫 100만 파운드 선수가 되었다. 그는 정통적으로 미드필드의 좌측에 활약하여 273개의 출연에서 55개의 골을 득점하였다. 1994년 4월 그는 최고 수준 매치에 골을 득점하는 데 아디다스 프레데터 부츠를 신은 첫 프로 축구 선수가 되었으며 아이브록스 스타디움에서 페널티 박스의 가장 자리에 프리킥으로부터 직접 레인저스 FC를 상대로 1 대 1의 비김의 오프닝 골을 득점하였다. 그는 동년 8월 같은 장소에서 열린 다음 올드 펌 대회에서 거의 같은 포지션으로부터 그 위업을 되풀이하였다. 셀틱에서 자신의 시간 동안 그는 단 하나의 트로피인 스코티시 컵 (1995년)을 수상하였다.

### AS 모나코 FC
보스만 판결 아래 무료 이체에 1996년의 여름 콜린스는 AS 모나코 FC로 옮겼다. 퍼거스 매캔의 지도 아래 셀틱은 콜린스의 잃음에 관하여 보상을 받는 시도를 하여 AS 모나코가 모나코 공국과 유럽 연합의 관활권의 외부에 기반을 두었기 때문에 이 경우에 적용되지 않은 것을 주장하였다. 보상 청구는 성공적이지 않았다.
콜린스는 당시 1997-98년 UEFA 챔피언스리그의 준결승전에 도달했던 모나코와 함께 1997년 리그 1을 우승하여 유벤투스 FC에게 패하기 전에 준준결승전에서 맨체스터 유나이티드 FC를 꺾었다.

### 이후의 경력
1998년 여름에 콜린스는 2백만 파운드를 위하여 에버턴 FC로 옮겼다. 그는 2000년 이전 요청을 제출하기 전에 에버턴의 주장을 맡았다. 그러고나서 그는 모나코에서 자신의 감독을 지낸 장 티가나와 연결된 풀럼 FC에 입단하였다. 2001년 콜린스는 풀럼을 프리미어 리그러 승진을 얻는 도움을 주었다. 그는 2003년에 은퇴하여 2002 ~ 03년 시즌 동안 정규적으로 활약하지 않았다. 코벤트리 시티 FC는 임대에 콜린스를 계약하는 데 제공하였으나 이 제공은 그것이 완전히 그의 임금을 충당하지 않았기 때문에 풀럼에 의하여 거절되었다.
2014년 2월 콜린스는 자신이 대사를 지냈던 게일라 페어딘 로버스와 함께 선수로서 등록하였다.

### 국제 경력
콜린스는 스코틀랜드 축구 국가대표팀을 위하여 58개의 출장을 이기도 12개의 골을 득점하였다. 그는 UEFA 유로 1996과 1998년 FIFA 월드컵에서 조국을 위하여 활약하였다. 그는 브라질을 상대로 페널티킥과 함께 그 월드컵의 오프닝 매치에서 골을 득점하였다. 1999년 11월 그는 UEFA 유로 2000 예선 플레이오프에서 잉글랜드에 의하여 종합 패배 후에 국제 축구로부터 은퇴하였다.

## 감독 경력
2003년 클럽 축구로부터 은퇴한 후, 콜린스는 또한 UEFA 프로 라이센스를 포함한 코칭 자격을 취득한 동안 모나코에서 자신의 가족과 시간을 보냈다.
2006년 10월 31일 콜린스는 하이버니언의 감독으로 임명되었다. 콜린스는 그들이 2007년 스코티시 리그컵 결승전에서 킬마녹 FC를 5 대 1로 꺾었을 때 하이버니언을 15년 이상 그들의 첫 국내 트로피로 이끌었다. 리그 컵의 승리에 불구하고, 콜린스는 겨우 몇주 후에 자신의 선수들과 주요 분쟁을 가졌다. 선수단은 자신들이 그의 훈련 방법과 경기 전술에 관하여 불평했던 의장 로드 페트리를 만났다. 선수들은 곧 물러났고 주장 롭 존스는 그들을 대표하여 콜린스에게 공개 사과를 하였다.
2007년 12월 20일 콜린스는 즉각적인 효과와 함께 하이버니언으로부터 사임을 하여 새로운 선수들을 영입하는 데 예산에 관하여 하이버니언 위원회와 함께 불동의를 인용하였다. 그의 결정은 클럽이 새로운 훈련 시설들을 열은지 겨우 하루 후에 내려졌다. 콜린스는 또한 그해 10월 퀸스파크 레인저스 FC의 감독이 되는 가능성을 거절한 후, 하이버니언과 자신의 계약을 깨는 것에 관하여 의도가 없었다는 것을 말하였다.
다음날 로리 산체스가 풀럼에 의하여 해고당한 후, 콜린스가 거기로 옮길 것이라는 보고들로 이끌었다. 콜린스는 이 추측으로부터 거리를 두었고, 로이 호지슨이 1주 후에 풀럼에 의하여 미명되었다. 2008년 9월 콜린스는 웨스트햄 유나이티드 FC에 의하여 인터뷰를 받았다.
그해 12월 15일 콜린스는 벨기에의 클럽 스포르팅 샤를루아의 감독으로 임명되었다. 콜린스는 하이버니언의 전 스트라이커 압데살람 벤젤룬과 다시 합쳐졌으나 벤젤룬은 또다른 벨기에의 클럽 KSV 루셀라레로 임대되기 전에 하이버니언으로 즉시 되돌려 보내졌다. 콜린스는 시즌의 말기 가까이 그들의 퍼스트 디비전 지위를 확보한 후 샤를루아로부터 이탈을 공고하였다.
콜린스는 2012년 2월 리빙스턴 FC에 의하여 축구 단장으로 임명되었다. 그해 7월 25일 그는 리빙스턴 XI을 상대로 친선 경기에서 자신의 전 아마추어 클럽 게일라 로버스를 위하여 활약하기로 동의하였다. 콜린스가 첫 팀 코칭으로부터 개리스 에번스를 물러나게 하는 결정과 함께 불동의한 후, 2013년 2월 28일 클럽을 떠났다.
2014년 6월 콜린스는 셀틱을 위한 수석 코치의 직위로 임명되었다. 그는 데일라와 동시에 2015 ~ 16년 시즌의 말기에 클럽을 떠났다.

## 대중매체 업무
콜린스는 UEFA 챔피언스 리그의 스카이 스포츠 취재와 스코틀랜드의 경기들의 스포츠신 취재에 나왔다. 그는 2010년 FIFA 월드컵의 CBC 스포츠 취재가 있던 동안 그들을 위하여 일하였다.

## 영예

### 선수

#### 셀틱 FC
- 스코티시 컵 - 1995년

#### AS 모나코 FC
- 리그 1 - 1997년

#### 풀럼 FC
- EFL 챔피언십 - 2000 ~ 01년

- UEFA 인터토토컵 - 2002년

### 감독

#### 하이버니언 FC
- 스코티시 리그컵 - 2007년

### 개인적
- 스코틀랜드 축구 국가대표팀 영예의 롤 - 1988년